# Opobo (Rios)
Opobo é uma cidade do estado de Rios, na área de Opobo-Ncoro, na Nigéria. Em 2016, havia 58 249 habitantes.